# 满山红
滿山紅（學名：Rhododendron mariesii），別稱白花滿山紅、守城滿山紅（台灣植物志）、杜鵑、馬禮士杜鵑（中國植物學雜誌）、三葉杜鵑、卵葉杜鵑、山石榴（陝西通志）、石郎頭等，為杜鵑花科杜鵑花屬映山紅亞屬植物 。本種模式標本採自於湖北宜昌。由於本種的花朵先於葉片開放，開放時滿山遍佈紫紅色的花朵，故而得名滿山紅之稱。

## 分佈
滿山紅原產於中國，中國大陸分佈於廣東、廣西、福建、貴州、安徽、湖南、湖北、江蘇、浙江、河北、河南、江西、四川及陝西等省區，喜生於山坡、林下的稀疏灌木叢之內、河南或路邊向陽處，也人工栽培作園林觀賞之用。

## 形態特徵
滿山紅是一種落葉灌木植物，直立，植株高約0.5－4米。小枝灰色，光滑，幼枝初披紅褐色或淡黃棕色絲狀柔毛，微紅色或淡灰色，其後脫落至老時無毛，皮下剝落，上部枝條常呈輪生狀。

### 葉
葉常為2－3枚輪生於枝頂，橢圓形、三角狀卵形、卵圓形、卵狀長圓形或卵狀披針形，膜質、厚紙質或近革質，先端銳尖，具短尖頭，基部圓鈍或近圓形，少為闊楔形，表面深綠色，背面淡綠色或粉白色，表面幼時密披淡黃棕色長柔毛，背面疏披長柔毛，漸脫落，老時兩面無毛、近無毛或僅背面脈上披微毛，葉緣微反卷，全緣或上半部具不顯著的細圓鋸齒，葉中脈及側脈表面凹陷，背面凸出，脈紋明顯，網脈背面明顯，葉脈間的夾角近90度，側脈每邊3－4條，葉長約3－7.5厘米，寬約1.8－5.5厘米；葉柄幼時披絹狀長硬毛，後漸脫落至近無毛或疏披毛，長約3－14毫米。

### 花
花芽時卵球形，鱗片闊卵形，先端鈍尖，表面沿中脊披淡黃色娟狀柔毛，邊緣披睫毛。花常為1－2枚排列成近頂生的傘形花序，稀為3枚－5枚，長自於同一花芽，先葉開放；花梗直立，粗壯，密披黃褐色柔毛，常被鱗片覆蓋，長約3－12毫米；花萼環狀，細小，5淺裂，萼裂片急尖，密披灰色或黃褐色柔毛及睫毛；花冠紫紅色、淡紫紅色、桃紅色或玫瑰紅色，輻射狀漏斗形，稍歪斜，長約2.5－4厘米；花冠管基部直徑約4毫米，長約1厘米；花冠5深裂，裂片5枚，長圓形，頂端鈍圓，上側裂片具紅色或紫紅色斑點，兩面無毛；雄蕊8－10枚，不等長，與花冠等長或較花冠短；花絲無毛，扁平狀，上半部彎曲；花藥紫紅色；子房卵球形，密披淡黃棕色剛毛狀長柔毛，長約4毫米；花柱無毛，較雄蕊長，略伸出花冠之外，長約3厘米；柱頭頭狀，稍2裂。

### 果實
果實為蒴果，橢圓狀卵形或短圓柱形，密披亮棕褐色剛毛狀長柔毛，縱向5裂，長約0.6－1.5厘米，小部份達1.8厘米，直徑約5－6毫米。果梗直立。

## 外部連結
- （简体中文）. 植物通.   [December 5, 2011].
- （简体中文）. 中國自然標本館.CFH 物種相冊.   [December 5, 2011].[]
- . 陽明山國家公園.   [December 5, 2011].[永久]
- . 臺灣本土植物資料庫.   [December 5, 2011]. （原始内容存档于2016-03-05）.
- . 台灣行政院農業委員會林務局，杜鵑花廊道.   [December 5, 2011]. （原始内容存档于2012年1月19日）.
- . 台灣植物資訊整合查詢系統，植物數位標本.   [December 5, 2011]. （原始内容存档于2016-03-05）.
- . 福山植物園.   [December 5, 2011].[永久]
- . 山羊百科.   [December 5, 2011]. （原始内容存档于2020-11-27）.